# Potencial de unión líquida

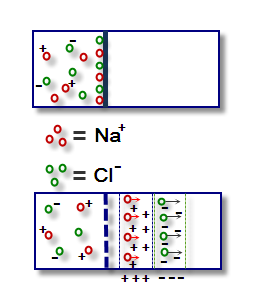
Potencial de unión líquida en la interfase entre dos disoluciones de diferente concentración: Los aniones cloruro (Cl^{-}) se mueven más rápidamente que los cationes sodio (Na^{+}). Así, al difundir a través de una membrana, aparece una doble capa eléctrica con una diferencia de potencial.

El potencial de unión líquida se produce cuando dos disoluciones de diferentes concentraciones están en contacto entre sí a través de una membrana semipermeable. Se origina en la interfase una diferencia de potencial llamada potencial de unión. Es muy pequeña, del orden de unos pocos milivoltios. La disolución más concentrada tendrá una tendencia a migrar hacia la relativamente menos concentrada y si los iones no difunden a igual velocidad se producirá una diferencia de potencial.

## Causa del potencial de unión
La movilidad o tasa de difusión de cada ion en la disolución será más o menos proporcional a su velocidad en un campo eléctrico.  Si el anión difunde más rápidamente que el catión, se difundirá por delante en la solución diluida dejándola negativamente cargada, y la solución más concentrada con carga positiva.  Por tanto, una doble capa eléctrica de cargas positivas y negativas se producirán en la unión de las dos disoluciones.  Así, en el punto de unión, se desarrollará una diferencia de potencial a causa de la transferencia iónica. Este potencial se llama potencial de unión líquida o potencial de difusión. La magnitud del potencial depende de las velocidades relativas de los iones.
Este potencial es responsable del potencial de membrana que aparece entre las dos caras de una membrana semipermeable, como la membrana celular y que es responsable, entre otros fenómenos, de la transmisión del impulso nervioso.
| Ion   | Movilidad [m²/(s·V)] |
| ----- | -------------------- |
| H+    | 36,30·10-8           |
| K+    | 7,62·10-8            |
| NH4+  | 7,61·10-8            |
| Na+   | 5,19·10-8            |
| OH-   | 20,50·10-8           |
| Cl-   | 7,91·10-8            |
| NO3-  | 7,40·10-8            |
| HCO3- | 4,61·10-8            |

## Cálculo del potencial de unión líquida
El potencial de unión líquida no puede medirse directamente, sino que ha de ser calculado.  La fuerza electromotriz (fem) de una pila de concentración con transferencia o transporte de iones incluye el potencial de unión líquida. Para una unión líquida entre disoluciones que contienen varios iones ({\displaystyle i=1,\,2,\,...,\,n}), la expresión general para el potencial de unión ({\displaystyle {\mathcal {E}}_{j}}) es:

{\displaystyle {\mathcal {E}}_{j}=-{\frac {RT}{F}}\sum _{i=1}^{n}\int _{\alpha }^{\beta }{\frac {t_{i}}{z_{i}}}\,\mathrm {d} \ln(a_{i})}

donde:
- {\displaystyle R} es la constante de gases.
- {\displaystyle T} es la temperatura.
- {\displaystyle F} es la constante de Faraday.
- {\displaystyle \alpha } y {\displaystyle \beta } son los extremos de la unión líquida.
- {\displaystyle t_{i}} es el número de transporte del ion {\displaystyle i}.
- {\displaystyle z_{i}} es la valencia del ion {\displaystyle i}.
- {\displaystyle a_{i}} es la actividad del ion {\displaystyle i}.

El potencial de unión sin transporte es:
Esin transporte = RT/F · Ln(a2/a1)
donde a1 y a 2 son las actividades de HCl en las dos disoluciones.
R es la constante de los gases ideales (8,31 J/K·mol); T es la temperatura absoluta (en kelvin); F es la constante de Faraday (96.496 C)
Econ transporte = RT/F · Ln(a2/a1)
donde a1 y a 2 son las actividades de HCl en los electrodos de un lado y otro de la membrana, respectivamente, t+ el número de transporte para el H+ y t- es el número de transporte del ion Cl-.
Potencial de unión líquida (E) = Econ transporte - Esin transporte = (t+ – t-) · RT/F · Ln(a2/a1)
| Disolución 1 | Disolución 2 | Potencial (mV) |
| ------------ | ------------ | -------------- |
| NaCl 0,1 M   | KCl 0,1 M    | -6,4           |
| NaCl 0,1 M   | KCl 3,5 M    | -0,2           |
| NaCl 1,0 M   | KCl 3,5 M    | -1,9           |
| HCl 0,1 M    | KCl 0,1 M    | +27,0          |
| HCl 0,1 M    | KCl 3,5 M    | +3,1           |

## Cálculo del potencial exacto de una celda electroquímica
Dado que el potencial observado al realizar una medida con potenciómetro es la suma del potencial de la celda o célula electroquímica más el potencial de unión.
Eobservado = Ecélula + Eunión líquida

## Eliminación del potencial de unión líquida
El potencial de unión líquida pone una limitación fundamental a las medidas potenciométricas y, por ejemplo, interfiere con la medición exacta de la fuerza electromotriz de una celda electroquímica. Por lo tanto, debe eliminarse o, al menos sus efectos deberían reducirse al mínimo. La práctica general para eliminar el potencial de unión líquida es colocar un puente salino que se compone por lo general de una disolución saturada de cloruro de potasio (KCl) y nitrato de amonio (NH4NO3) con acetato de litio (CH3COOLi) entre las dos disoluciones que constituyen la unión. Cuando se utiliza tal puente, los iones del puente están presentes en gran exceso en la unión y portan casi la totalidad de la corriente a través de la frontera.  La eficiencia de la mezcla KCl/NH4NO3 está relacionada con el hecho de que en estas sales, los números de transporte de aniones y cationes son los mismos.